# Архітектурна діяльність
Архітектурна діяльність — діяльність зі створення об'єктів архітектури, яка включає творчий процес пошуку архітектурного рішення та його втілення, координацію дій учасників розроблення всіх складових частин проектів з планування та благоустрою територій, будівництва (нового будівництва, реконструкції, реставрації, капітального ремонту) будівель і споруд, здійснення архітектурно-будівельного контролю і авторського нагляду за їх будівництвом, а також здійснення науково-дослідної та викладацької роботи в цій сфері.